# 天日神命
天日神命（あめのひのみたまのみこと）は、『先代旧事本紀』などに現れる神。天照大神とは異なる系統の、対馬での信仰に由来する太陽神とされる。

## 概要
『先代旧事本紀』「天神本紀」によれば、饒速日命に従って天降った32人のうちの1人とされ、対馬県主らの祖であるとされる。対馬の伝承では、高御魂命の5世孫であるとされる。
『日本書紀』顕宗天皇紀では、阿閉事代に「日神」が憑依し、「磐余（現在の奈良県）の田を高皇産霊に献上しろ」と宣託をし、後に対馬下県直に祀らせたというが、この話に登場する「日神」は天日神命のことであるとされる。そして、対馬県主が天日神命を対馬において祀ったのが阿麻氐留神社、畿内において祀ったのが木嶋坐天照御魂神社、天日神命の祖・高皇産霊を祀ったのが目原坐高御魂神社であると考えられている。

## 考証
北條勝貴は、『日本書紀』顕宗天皇紀において、阿閉事代という同一人物の関与（コトシロは神の言葉を預かり述べる象徴的な人物を意味するとされる）や、事代に託宣を下すのが高皇産霊命を祖とする月神・日神であるという神格の対応性、祭祀を司る氏族がともに玄界灘の島を本拠とし卜部を出す壱岐・対馬の旧国造系氏族であるという祭祀担当者の対応性からすれば、壱岐・対馬の日神・月神が密接な関係にあることは明らかであり、木嶋坐天照御魂神社が元来対馬氏によって奉祀されていたのか、それとも尾張氏系の氏族によって奉祀されていたのかは不明であるが、顕宗3年2月紀・4月紀に見える、上記のような対応性を考慮すれば、日神を奉祀する木嶋社が葛野の月読神社と地理的に近接している事実は無視できず、日月の両信仰が、ある時期に玄界灘から畿内地方へともに移植され、両社もそれらと軌を一にして創建されたものではないかとしている。